# Sören Åkeby
Nils Sören Åkeby (Stoccolma, 23 febbraio 1952) è un allenatore di calcio ed ex calciatore svedese.

## Carriera

### Giocatore

#### Club
Nel corso della sua carriera da calciatore, Åkeby vestì le maglie di Hammarby ed Essinge.

### Allenatore
Dal 1982 al 1983 fu allenatore dello Örby, mentre dal 1984 al 1985 ricoprì lo stesso incarico all'Essinge. Dal 1986 al 1988 guidò il Gröndals, per poi essere tecnico dello Älvsjö (dal 1989 al 1990) e del Nacka (dal 1995 al 1998). Fu chiamato allo Östersund, prima di diventare allenatore del Djurgården. Con questa squadra, vinse due campionati e una Svenska Cupen. Fu poi scelto per guidare i danesi dell'Aarhus, prima di tornare in Svezia e allenare il Malmö. Nel 2008, fu il tecnico dei norvegesi dell'Aalesund, ma fu sostituito da Kjetil Rekdal nel mese di settembre. Pochi giorni dopo, diventò allenatore del GIF Sundsvall, che guidò fino al termine del campionato 2012, che si chiuse con la retrocessione della squadra. Il 12 dicembre fu scelto come nuovo allenatore del Värnamo, a partire dal 1º gennaio successivo. Nel maggio 2014 subentra a stagione in corso alla guida dell'Assyriska, ma a settembre lascia l'incarico per stare vicino alla moglie malata di cancro.

## Palmarès

### Giocatore

#### Competizioni nazionali
- Superettan: 2

Hammarby: 1964, 1966

### Allenatore

#### Competizioni nazionali
- Campionato svedese: 2

Djurgården: 2002, 2003
- Coppa di Svezia: 1

Djurgården: 2002